# Friendware
Friendware fue una distribuidora y editora de videojuegos española fundada en 1994 con área de operaciones en España y Latinoamérica.
Su sede se situaba en España, y contaba con oficinas en México.

## Descripción
Friendware ha sido miembro fundador de la aDeSe (Asociación Española de Distribuidores y Editores de Software de Entretenimiento).

## Disolución
Desapareció en 2013, tras un cambio del accionariado en 2010 que supuso la terminación de sus actividades.